# Centaurea procurrens
Centaurea procurrens — вид рослин роду волошка (Centaurea), з родини айстрових (Asteraceae).

## Біоморфологічна характеристика
Хамефіт. Листки розсічені; краї зубчасті або пилчасті; прилистки відсутні. Квіточки жовті. Період цвітіння: квітень, травень, червень, липень.

## Середовище проживання
Країни проживання: Ізраїль, Ліван, Синайський півострів, Сирія. Населяє піски.